# Pup the Peacemaker
Pup the Peacemaker è un cortometraggio muto del 1915 scritto e diretto da Burton L. King.

## Produzione
Il film fu prodotto dalla Selig Polyscope Company.

## Distribuzione
Distribuito dalla General Film Company, il film - un cortometraggio in una bobina - uscì nelle sale cinematografiche statunitensi l'11 luglio 1915.